# Paul Rudolf Kraemer
Paul Rudolf Kraemer (* 13. Mai 1916 in Köln; † 10. Mai 2007 in Frechen) war ein deutscher Unternehmer und Gründer der gemeinnützigen Gold-Kraemer-Stiftung zur Unterstützung von geistig und körperlich behinderten sowie alten, armen und kranken Menschen. Seit 1941 baute er gemeinsam mit seiner Frau Katharina die Kraemer-Gruppe mit derzeit 40 Juweliergeschäften in Deutschland und den Niederlanden auf.

## Leben
Paul R. Kraemer wurde in Köln als jüngster Sohn von vier Kindern des Schneidermeisters Philipp Kraemer geboren. Nach dem Schulabschluss machte er eine Lehre als Goldschmied. Mit 22 Jahren erlangte er als damals jüngster Goldschmied Deutschlands den Meisterbrief. Im Jahr 1941 eröffnete er in seiner Heimatstadt eine „Werkstatt für Goldschmiedekunst“.
Zwei Jahre später, 1943, heiratete er Katharina Hogut, die das Unternehmen weiterführte, während ihr Mann Kriegsdienst leistete und dabei in Gefangenschaft geriet.
Im Jahr 1953 bekamen Paul und Katharina Kraemer einen Sohn, Rolf. Der Junge war mehrfach geistig und körperlich behindert und starb bereits im Alter von 13 Jahren. Das Ehepaar entschied deshalb, einen Teil seines Vermögens in eine Stiftung zur Unterstützung und Förderung von geistig behinderten Kindern und Jugendlichen einzubringen, die im Jahr 1972 gegründet wurde.
Ende der 1950er Jahre bezog die Familie ein Anwesen in Frechen-Buschbell. Paul R. und Katharina Kraemer engagierten sich insbesondere in ihrem Heimatort für Menschen mit Behinderung; Paul R. Kraemer wurde dafür im Jahr 1981 zum Ehrenbürger der Stadt Frechen ernannt.
Seit 1981 fungierte Paul R. Kraemer auch als Honorarkonsul, seit 1984 als Honorargeneralkonsul der Republik Malta in Nordrhein-Westfalen und Hessen.
Nach dem Tod seiner Frau am 4. April 2006 zog sich Kraemer aus der Öffentlichkeit zurück und starb ein Jahr später am 10. Mai 2007. Der gesamte Nachlass wurde auf die Gold-Kraemer-Stiftung übertragen, die das unternehmerische und karitative Engagement von Paul R. und Katharina Kraemer seitdem in deren Sinn fortsetzt.

## Unternehmerische Tätigkeit

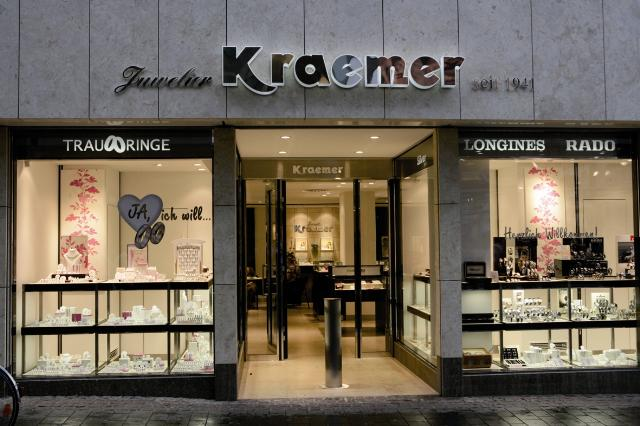
Eine Gold-Kraemer-Filiale in Bonn

Kraemer gründete 1941 eine „Werkstatt für Goldschmiedekunst“ in Köln; 1948 beschäftigte das Unternehmen 14 Goldschmiede und zwei Uhrmacher. 1951 wurde das erste Juweliergeschäft unter dem Namen „Gold Kraemer“ auf der Kölner Schildergasse eröffnet, 1952 folgte die zweite Filiale in Bonn. Heute gehören 40 Niederlassungen in Deutschland und den Niederlanden zur Kraemer-Gruppe.

## Soziales Engagement
Nach dem frühen Tod ihres Sohnes gründeten Paul R. und Katharina Kraemer im Jahr 1972 die Gold-Kraemer-Stiftung. Sie ist heute eine der größten karitativen Stiftungen privater Initiative in Deutschland.
Ziel der Stiftung ist es, geistig behinderten sowie armen, alten und kranken Menschen zu helfen sowie Gesundheitswesen, Bildung, Kunst und Kultur zu fördern. Mit vielen ihrer Projekte will die Stiftung dazu beitragen, Menschen mit Behinderung in die Gesellschaft zu integrieren. Die Stiftung mit ihren Tochtergesellschaften beschäftigt heute über 550 Mitarbeiter in der Unternehmensgruppe und verschiedenen gemeinnützigen Einrichtungen.
Kraemer baute zudem im Jahr 1981 die Deutsche Multiple Sklerose Gesellschaft Ortsvereinigung Köln und Umgebung e. V. auf. Er war Mitbegründer und Ehrenvorsitzender der Stiftung Lebenshilfe NRW e. V., eine Stiftung für geistig behinderte Menschen, die keine oder mittellose Eltern haben. Diese Stiftung hat sich zum Ziel gesetzt, für die Bedürfnisse und Interessen von Menschen mit Behinderung, z. B. durch Finanzierung eines Urlaubes, einzutreten.
Viele der vom Ehepaar Kraemer initiierten Einrichtungen tragen ihren Namen, so etwa die Paul-Kraemer-Schule, einer Schule für Kinder und Jugendliche mit Förderbedarf im Bereich der geistigen Entwicklung, der heilpädagogische Kindergarten „Käthe Kraemer“ in Frechen-Buschbell oder die vier „Paul Kraemer Häuser“ genannten Wohnstätten für geistig behinderte Erwachsene.
Zudem unterstützte das Ehepaar zahlreiche Organisationen finanziell. Dafür erhielt es viele Auszeichnungen. Am Stiftungssitz in Frechen-Buschbell wurde dem Ehepaar Kraemer eine lebensgroße Bronzeskulptur  des Künstlers Joshua Zielinski gewidmet. Es zeigt das Ehepaar mit einem behinderten und einem nicht behinderten Kind.

## Auszeichnungen und Ehrungen
Für sein soziales und gesellschaftliches Engagement wurde Paul R. Kraemer unter anderem mit dem Verdienstkreuz am Bande der Bundesrepublik Deutschland ausgezeichnet. Für sein über 25-jähriges Engagement für die Republik Malta und die Förderung der deutsch-maltesischen Beziehungen als Honorarkonsul bzw. Honorargeneralkonsul für Nordrhein-Westfalen und Hessen fand er besondere Anerkennung in Form der Medaille „Ghall-Quadi tar Republika“, der höchsten Auszeichnung des Landes, sowie des maltesischen Verdienstordens (M.O.M).
Er war Erbkomtur der Erbkommende Rheinland und Großkreuzträger des Lazarus-Ordens, Ehrenvorsitzender des Lazarus Hilfswerkes, Träger der goldenen Nadel des Lazarus-Hilfswerkes, Träger der Verdienstmedaille des Malteser Hilfsdienstes, Träger der Goldmedaille der Lebenshilfe sowie Träger des päpstlichen St. Silvester-Ordens. Im Jahr 1976 erhielt er den Ehrenring der Stadt Frechen, 1981 wurden ihm darüber hinaus die Ehrenbürgerrechte verliehen.